# Peter Sartorius
Peter Sartorius (* 26. April 1937 in Tuttlingen) ist ein deutscher Journalist und Publizist.

## Leben
Peter Sartorius, Sohn des Kaufmanns Karl Sartorius und dessen Frau Elisabeth Sartorius, geborene Staiger, volontierte nach dem Abitur 1957 bis 1959 beim Schwarzwälder Boten, wo er bereits als Schüler am Lokalteil in Tuttlingen mitarbeitete, und arbeitete danach von 1960 bis 1969 als Redakteur im Nachrichtenressort der Nürnberger Nachrichten, 1963 war er für diese auch als Reporter unterwegs. 1969 berichtete er als Korrespondent unter anderem für die Frankfurter Rundschau aus Houston über die erste Mondlandung. Danach war er als politischer Reporter für die Stuttgarter Zeitung  tätig. Von 1973 bis 2003 war er Redaktionsmitglied und zum Ende hin Leitender Redakteur der Süddeutschen Zeitung. Seit 2003 arbeitet er freiberuflich. Er ist Autor für Geo, Die Zeit, Merian und andere Magazine. Er veröffentlichte insgesamt vier Bücher, zuletzt gemeinsam mit Joachim Mölter und Dirk Nowitzki die Biografie Nowitzki.
Peter Sartorius ist verwitwet, hat eine Tochter und lebt im Landkreis Garmisch-Partenkirchen.

## Auszeichnungen
Im Laufe seiner journalistischen Laufbahn wurde er mehrfach ausgezeichnet:
- 1977 Egon-Erwin-Kisch-Preis für seine Arbeit Blindekuh unterm Nordkap in der Süddeutschen Zeitung (SZ)[9]
- 1978 3. Platz im Egon-Erwin-Kisch-Preis für die Arbeit Das Revier der hungrigen Wölfe
- 1980 Theodor-Wolff-Preis für eine Arbeit über Las Vegas in der Süddeutschen[10]
- 1984 Egon-Erwin-Kisch-Preis für den Bericht Herantasten an das Unbegreifliche, über das Leben von Blindgeborenen, gleichfalls in der SZ
- 1999 Hugo-Junkers-Preis für den Leitartikel Die Früchte des Mondes wiederum in der SZ
- 2000 Medienpreis der Deutschen AIDS-Stiftung  für Die Aids-Katastrophe im Süden Afrikas

Sartorius war später Jurymitglied für den Egon-Erwin-Kisch-Preis und Gründungsmitglied der Jury des Ludwig Bölkow Journalistenpreises.

## Veröffentlichungen

### Bücher
- Seiltanz über den Fronten – als Augenzeuge bei Krisen, Kriegen, Katastrophen. Konstanz, UVK-Medien, 1997, ISBN 3-89669-036-1
- Die Lust am kalten Fegefeuer, 22 Geschichten. Basel, Helbing und Lichtenhahn, 1988, ISBN 3-7190-1003-1
- Reportagen aus Amerika. München, Weismann, 1984, ISBN 3-88897-008-3
- Nowitzki. Hamburg, Rowohlt, 2009, ISBN 3-49962-305-6

### Artikel
- Frontbericht von einem Kriegsschauplatz in Dallas, Texas: Endspiel. In: Geo-Magazin. Hamburg 1980, H. 8, S. 8–36.  Informativer Erlebnisbericht über American Football. ISSN 0342-8311
- Dynamik hinter Sandsteinmauern. Nürnberg braucht eine neue Renaissance. In: Nürnberg heute. 1999, Sonderheft, S. 92–95.